# REC (motorfiets)
REC is een Italiaans historisch merk van motorfietsen. REC staat voor: Romei E Cipriani.
Dit was een klein Italiaans bedrijfje. gevestigd in Genua, dat vooral race-motorfietsen produceerde. Dit waren op Benelli's gebaseerde machines. Romei was de naam van de constructeur, Cipriani was de testrijder. Een REC-Benelli won in 1974 het Italiaanse heuvelklimkampioenschap in de 250 cc klasse. In 1975 werd de 250 cc racer, die gebaseerd was op de Benelli 250 2C-E, uitgevoerd met waterkoeling. De machine was bedoeld als productieracer.

## Technische gegevens
| Periode                | 1975                              |          |          |          |
| Categorie              | productieracer                    |          |          |          |
| Motortype              | tweetakt                          |          |          |          |
| Bouwwijze              | tweecilinder lijnmotor            |          |          |          |
| Koeling                | vloeistof                         |          |          |          |
| '"Boring               | 57,8 mm                           |          |          |          |
| Slag                   | 47 mm                             | 47 mm    | 47 mm    | 47 mm    |
| Cilinderinhoud         | 246,6 cc                          | 246,6 cc | 246,6 cc | 246,6 cc |
| Compressieverhouding   | 13:1                              |          |          |          |
| Carburatie             | 2 x Mikuni 30 mm                  |          |          |          |
| Ontsteking             | Dansi elektronische ontsteking    |          |          |          |
| Max. Vermogen          | 46 pk (33,8 kW) bij 11.500 tpm    |          |          |          |
| Primaire aandrijving   | tandwielen                        |          |          |          |
| Koppeling              | meervoudige natte platenkoppeling |          |          |          |
| Versnellingen          | 5                                 |          |          |          |
| Secundaire aandrijving | ketting                           |          |          |          |
| Rijwielgedeelte        | dubbel wiegframe                  |          |          |          |
| Remmen                 | trommelremmen voor en achter      |          |          |          |
| gewicht in kg          | 98 droog                          |          |          |          |